# Hockey Club Sempione 1922
Questa pagina raccoglie le informazioni riguardanti l'Hockey Club Sempione nelle competizioni ufficiali della stagione 1922.

## Rosa
| N° | Naz.              | Ruolo | Sportivo    |  |  |  |
| -- | ----------------- | ----- | ----------- |  |  |  |
|    | Italia (bandiera) | P     | ?           |  |  |  |
|    | Italia (bandiera) | E     | Aldrighetti |  |  |  |
|    | Italia (bandiera) | E     | De Filippi  |  |  |  |
|    | Italia (bandiera) | E     | Vanni       |  |  |  |
|    | Italia (bandiera) | E     | ?           |  |  |  |

## Risultati

### Campionato italiano
| Milano 23 aprile 1922 1ª giornata | Sempione | 2 – 3 | Triestina | Pista di Corso Sempione |

| Milano 24 aprile 1922 2ª giornata | Sempione | 1 – 7 | Excelsior Pola | Pista di Corso Sempione |

| Milano 25 aprile 1922 3ª giornata | Veloce Club | 1 – 4 | Sempione | Pista di Corso Sempione |